# 413
Вижте пояснителната страница за други значения на 413.